# Afferent-loop-Syndrom
Das Afferent-loop-Syndrom (Syndrom der zuführenden Schlinge) ist eine seltene Komplikation infolge einer teilweisen Entfernung des Magens (Magenresektion), die insbesondere nach einer Billroth-II-Operation auftreten kann. Durch eine Abflussbehinderung (Stase) der zuführenden (afferenten) Schlinge des Zwölffingerdarms, oder auch durch das Eindringen von Magensekret, kann es hierbei zu einem Aufstau von Gallen-, Pankreas- oder Mageninhalt kommen.
Klinisch zeigen sich u. a. Schmerzen, Übelkeit und Erbrechen. Den therapeutischen Goldstandard stellt derzeit die operative Therapie dar. Alternativ ist die Verwendung eines Stents oder die Ableitung der aufgestauten Sekrete mittels einer Drainage möglich.